# Benjamin Karl
Benjamin Martin, Karl , avstrijski deskar na snegu, * 16. oktober 1985, St. Pölten, Avstrija